# Décès en décembre 2019
Décès
- 2015
- 2016
- 2017
- 2018
- 2019
- 2020
- 2021
- 2022
- 2023

Pour une information complémentaire, voir la page d'aide.

| Date         | Nom                         | Activités                                                                                                   | Âge | Source |
| ------------ | --------------------------- | --- | --- | ------ |
| 1er décembre | Henri Biancheri             | Joueur puis dirigeant sportif français de football.                                                         | 87  |        |
| 1er décembre | Miguelina Cobián            | Athlète cubaine, médaillée d'argent aux Jeux olympiques d'été de 1968.                                      | 77  | (en)   |
| 1er décembre | Shelley Morrison            | Actrice américaine.                                                                                         | 83  | (en)   |
| 1er décembre | René Rebuffat               | Historien et archéologue français.                                                                          | 89  |        |
| 2 décembre   | Nicolas Bokov               | Écrivain russe.                                                                                             | 74  |        |
| 2 décembre   | D. C. Fontana               | Scénariste américaine.                                                                                      | 80  | (en)   |
| 2 décembre   | Francesco Janich            | Footballeur international italien                                                                           | 82  | (it)   |
| 2 décembre   | Robert K. Massie            | Historien américain.                                                                                        | 90  | (en)   |
| 2 décembre   | Johann Baptist Metz         | Théologien catholique allemand.                                                                             | 91  | (de)   |
| 2 décembre   | Jacques Morgantini          | Producteur de disques français.                                                                             | 95  |        |
| 2 décembre   | Kenneth Allen Taylor        | Philosophe américain.                                                                                       | 65  | (en)   |
| 2 décembre   | Juan Pablo Vergara          | Footballeur péruvien.                                                                                       | 34  | (es)   |
| 2 décembre   | Francette Vernillat         | Actrice de doublage française.                                                                              | 82  |        |
| 3 décembre   | André Daguin                | Chef cuisinier français.                                                                                    | 90  |        |
| 3 décembre   | Jean Deloche                | Indianiste français.                                                                                        | 84  |        |
| 3 décembre   | Firoz Ghanty                | Peintre mauricien.                                                                                          | 67  |        |
| 3 décembre   | Nosrat Karimi               | Acteur réalisateur, maquilleur, professeur d’université, scénariste et sculpteur iranien.                   | 94  | (fa)   |
| 3 décembre   | Manfred Schneckenburger     | Historien de l'art allemand.                                                                                | 81  | (de)   |
| 3 décembre   | Donald Tosh                 | Scénariste britannique.                                                                                     | 84  | (en)   |
| 3 décembre   | Andrew Weiner               | Écrivain de science-fiction canadien.                                                                       | 70  | (en)   |
| 4 décembre   | Javier Aguirre              | Réalisateur espagnol.                                                                                       | 84  | (es)   |
| 4 décembre   | Leonard Goldberg            | Producteur de cinéma américain.                                                                             | 85  | (en)   |
| 4 décembre   | Rosa Morena                 | Actrice et chanteuse de flamenco espagnole.                                                                 | 78  | (es)   |
| 4 décembre   | Margaret Morgan Lawrence    | Psychiatre et psychanalyste américaine.                                                                     | 105 | (en)   |
| 4 décembre   | Tetsu Nakamura              | Médecin japonais.                                                                                           | 73  | (en)   |
| 4 décembre   | Bob Willis                  | Joueur de cricket anglais.                                                                                  | 70  | (en)   |
| 5 décembre   | Mors Kochanski              | Naturaliste canadien.                                                                                       | 79  | (en)   |
| 5 décembre   | George Laurer               | Ingénieur américain.                                                                                        | 94  | (en)   |
| 5 décembre   | Robert Walker Jr.           | Acteur américain.                                                                                           | 79  | (en)   |
| 6 décembre   | Mahfuzur Rahman Khan        | Réalisateur, directeur de la photographie, producteur de cinéma et acteur bangladais.                       | 70  | (en)   |
| 6 décembre   | Ron Leibman                 | Acteur américain.                                                                                           | 82  | (en)   |
| 6 décembre   | Mario Sossi                 | Juge et homme politique italien.                                                                            | 87  | (it)   |
| 7 décembre   | Reinhard Bonnke             | Missionnaire évangéliste allemand.                                                                          | 79  | (de)   |
| 7 décembre   | Charles Koffi Diby          | Économiste et technocrate ivoirien.                                                                         | 62  |        |
| 7 décembre   | Denis Lalanne               | Journaliste sportif et écrivain français.                                                                   | 93  |        |
| 7 décembre   | Bertrand Landrieu           | Haut-fonctionnaire et directeur de cabinet du Président de la République français.                          | 74  |        |
| 7 décembre   | Georges Mouly               | Homme politique français.                                                                                   | 88  |        |
| 7 décembre   | Ron Saunders                | Footballeur puis entraîneur anglais.                                                                        | 87  | (en)   |
| 7 décembre   | Simon Streatfeild           | Altiste, chef d'orchestre et pédagogue anglo-canadien.                                                      | 90  | (en)   |
| 7 décembre   | Zaza Urushadze              | Réalisateur soviétique puis géorgien.                                                                       | 53  | (en)   |
| 8 décembre   | René Auberjonois            | Acteur américain.                                                                                           | 79  |        |
| 8 décembre   | Hirokazu Kanazawa           | Karatéka japonais.                                                                                          | 88  | (en)   |
| 8 décembre   | Rogério Pipi                | Footballeur portugais.                                                                                      | 97  | (pt)   |
| 8 décembre   | Caroll Spinney              | Acteur américain.                                                                                           | 85  | (en)   |
| 8 décembre   | Paul Volcker                | Économiste américain.                                                                                       | 92  | (en)   |
| 8 décembre   | Zvonimir Vujin              | Boxeur yougoslave puis serbe, médaillé de bronze aux Jeux olympiques d'été de 1968 et 1972.                 | 76  | (sr)   |
| 8 décembre   | Juice Wrld                  | Rappeur américain                                                                                           | 21  | (en)   |
| 9 décembre   | Pierre Desprairies          | Haut-fonctionnaire français.                                                                                | 98  |        |
| 9 décembre   | Marie Fredriksson           | Chanteuse suédoise.                                                                                         | 61  |        |
| 9 décembre   | Patrice Ordas               | Écrivain, romancier et scénariste de bande dessinée français.                                               | 68  |        |
| 9 décembre   | Jean Pagé                   | Journaliste sportif canadien                                                                                | 73  |        |
| 9 décembre   | Imre Varga                  | Sculpteur hongrois.                                                                                         | 96  | (hu)   |
| 9 décembre   | Kim Woo-choong              | Homme d'affaires sud-coréen.                                                                                | 82  | (en)   |
| 10 décembre  | Frederick Baily Dent        | Homme politique américain.                                                                                  | 97  | (en)   |
| 10 décembre  | Gershon Kingsley            | Auteur-compositeur et instrumentiste allemand de variétés électroacoustiques pop et jazz.                   | 97  | (hu)   |
| 10 décembre  | Iouri Loujkov               | Scientifique et homme politique soviétique puis russe.                                                      | 83  | (en)   |
| 10 décembre  | Jean-Étienne Siry           | Affichiste et cinéaste français.                                                                            | 79  |        |
| 10 décembre  | Jim Smith                   | Footballeur anglais.                                                                                        | 79  | (en)   |
| 11 décembre  | David Bellamy               | Botaniste et écrivain britannique.                                                                          | 86  | (en)   |
| 11 décembre  | Albert Bertelsen            | Peintre danois.                                                                                             | 98  | (da)   |
| 11 décembre  | Nicole de Buron             | Écrivaine et scénariste française.                                                                          | 90  |        |
| 11 décembre  | Larry Heinemann             | Écrivain américain.                                                                                         | 75  | (en)   |
| 11 décembre  | Guy Laporte                 | Acteur français.                                                                                            | 71  |        |
| 11 décembre  | Fernande Saint-Martin       | Journaliste et écrivaine canadienne.                                                                        | 92  |        |
| 11 décembre  | Martin Warnke               | Historien de l'art allemand.                                                                                | 82  | (de)   |
| 12 décembre  | Danny Aiello                | Acteur américain.                                                                                           | 86  | (en)   |
| 12 décembre  | Dalton Baldwin              | Pianiste américain.                                                                                         | 87  |        |
| 12 décembre  | Jean Bazin                  | Avocat canadien.                                                                                            | 79  |        |
| 12 décembre  | Ekaterina Dourova           | Actrice soviétique puis russe.                                                                              | 60  | (ru)   |
| 12 décembre  | Jorge Hernández             | Boxeur cubain, champion olympique aux Jeux olympiques d'été de 1976.                                        | 65  | (es)   |
| 12 décembre  | Roger Midgley               | Hockeyeur sur gazon anglais, médaillé de bronze aux Jeux olympiques d'été de 1952.                          | 95  | (en)   |
| 12 décembre  | Jazz Muller                 | Joueur de rugby à XV néo-zélandais.                                                                         | 77  | (en)   |
| 12 décembre  | Jack Scott                  | Auteur-compositeur-interprète et musicien canadien.                                                         | 83  | (en)   |
| 12 décembre  | Gunnar Smoliansky           | Photographe suédois.                                                                                        | 86  | (se)   |
| 12 décembre  | Peter Snell                 | Athlète de demi-fond néo-zélandais, champion olympique en 1960 et 1964 .                                    | 80  | (en)   |
| 12 décembre  | Stig Sollander              | Skieur alpin suédois, médaillé de bronze aux Jeux olympiques d'hiver de 1956.                               | 93  | (se)   |
| 12 décembre  | Tatsuo Umemiya              | Acteur et homme d'affaires japonais.                                                                        | 81  | (en)   |
| 13 décembre  | Jean-Claude Carle           | Homme politique français.                                                                                   | 71  |        |
| 13 décembre  | Robert Lamontagne           | Homme politique canadien.                                                                                   | 86  |        |
| 13 décembre  | Katalin Marton              | Mathématicienne hongroise.                                                                                  | 78  | (en)   |
| 13 décembre  | Benur Pashayan              | Lutteur de gréco-romain soviétique puis arménien.                                                           | 60  | (ru)   |
| 13 décembre  | Phase 2                     | Graffeur américain.                                                                                         | 64  | (en)   |
| 13 décembre  | Alfons Sweeck               | Cycliste sur route belge.                                                                                   | 83  |        |
| 13 décembre  | Gudrun Zapf-von Hesse       | Typographe, créatrice de caractères, calligraphe et relieuse allemande.                                     | 101 | (en)   |
| 14 décembre  | Michèle Bernard-Requin      | Avocate puis magistrate française.                                                                          | 76  |        |
| 14 décembre  | Chuy Bravo                  | Acteur et humoriste américain.                                                                              | 63  | (en)   |
| 14 décembre  | John Briley                 | Dramaturge et scénariste américain.                                                                         | 94  | (en)   |
| 14 décembre  | Randy Colley                | Catcheur américain.                                                                                         | 69  | (en)   |
| 14 décembre  | André Gaumond               | Ecclésiastique canadien.                                                                                    | 83  |        |
| 14 décembre  | Anna Karina                 | Actrice, chanteuse et écrivaine française.                                                                  | 79  |        |
| 14 décembre  | Bernard Lavalette           | Acteur français.                                                                                            | 93  |        |
| 14 décembre  | Panamarenko                 | Artiste belge.                                                                                              | 79  |        |
| 14 décembre  | Emil Richards               | Percussionniste américain.                                                                                  | 87  | (en)   |
| 14 décembre  | Felix Rohatyn               | Banquier, diplomate et homme politique américain.                                                           | 91  |        |
| 14 décembre  | Ouladzimir Tsyplakow        | Hockeyeur sur glace puis entraîneur biélorusse.                                                             | 50  | (ru)   |
| 15 décembre  | Bertrand Lemennicier        | Économiste français.                                                                                        | 76  |        |
| 15 décembre  | Monique Leyrac              | Chanteuse et comédienne canadienne.                                                                         | 91  |        |
| 15 décembre  | Chuck Peddle                | Ingénieur et informaticien américain.                                                                       | 82  | (en)   |
| 15 décembre  | Jean de Viguerie            | Historien français.                                                                                         | 84  |        |
| 16 décembre  | George Ferguson             | Hockeyeur sur glace canadien.                                                                               | 67  | (en)   |
| 16 décembre  | Bernard Lefèvre             | Footballeur français.                                                                                       | 89  |        |
| 16 décembre  | Mama Cax                    | Mannequin américano-haïtien.                                                                                | 30  | (en)   |
| 16 décembre  | Mohamed Lamari              | Chanteur algérien.                                                                                          | 79  |        |
| 16 décembre  | Rich Rundles                | Joueur de baseball américain.                                                                               | 38  | (en)   |
| 17 décembre  | Brian Taves                 | Vernien britannique                                                                                         | 60  | (fr)   |
| 17 décembre  | Karin Balzer                | Athlète allemande, championne et médaillée de bronze olympique (1964, 1972).                                | 81  | (en)   |
| 17 décembre  | Jacques Grimbert            | Chef de chœur et chef d'orchestre français.                                                                 | 90  |        |
| 17 décembre  | Shreeram Lagoo              | Acteur indien.                                                                                              | 92  |        |
| 17 décembre  | Paul Sauvage                | Footballeur français.                                                                                       | 80  |        |
| 18 décembre  | Claudine Auger              | Actrice française.                                                                                          | 78  |        |
| 18 décembre  | Alain Barrière              | Chanteur français.                                                                                          | 84  |        |
| 18 décembre  | Jacques Bravo               | Homme politique français.                                                                                   | 75  |        |
| 18 décembre  | Gueoulah Cohen              | Femme politique et journaliste israélienne.                                                                 | 93  | (en)   |
| 18 décembre  | Ibrahim Diarra              | Joueur de rugby à XV français.                                                                              | 36  |        |
| 18 décembre  | Kenny Lynch                 | Acteur et auteur-compositeur-interprète britannique.                                                        | 81  |        |
| 18 décembre  | Arty McGlynn                | Guitariste britannique.                                                                                     | 75  | (en)   |
| 18 décembre  | Jacqueline Plessis          | Actrice française.                                                                                          | 101 |        |
| 18 décembre  | Abbey Simon                 | Pianiste américain.                                                                                         | 99  | (en)   |
| 19 décembre  | Neil Cameron                | Homme politique canadien.                                                                                   | 81  |        |
| 19 décembre  | Jules Deelder               | Poète et écrivain néerlandais.                                                                              | 75  |        |
| 19 décembre  | Saoul Mamby                 | Boxeur américain.                                                                                           | 72  | (en)   |
| 19 décembre  | Yoshio Mochizuki            | Homme politique japonais.                                                                                   | 72  | (ja)   |
| 19 décembre  | Shahdon Winchester          | Footballeur trinidadien.                                                                                    | 27  | (en)   |
| 20 décembre  | Fazle Hasan Abed            | Travailleur social et expert-comptable indien, pakistanais, bangladais puis britannique.                    | 83  | (en)   |
| 20 décembre  | Junior Johnson              | Pilote de NASCAR américain.                                                                                 | 88  | (en)   |
| 20 décembre  | Eduard Krieger              | Footballeur autrichien.                                                                                     | 73  | (de)   |
| 20 décembre  | Roland Matthes              | Nageur est-allemand puis allemand, multiple médaillé olympique (1968, 1972, 1976).                          | 69  | (de)   |
| 20 décembre  | Iouri Pshenichnikov         | Footballeur puis entraîneur soviétique et ensuite ouzbek.                                                   | 79  | (en)   |
| 21 décembre  | Stefan Angelov              | Lutteur bulgare, médaillé de bronze aux Jeux olympiques d'été de 1972 et aux Jeux olympiques d'été de 1976. | 72  |        |
| 21 décembre  | François Autain             | Homme politique français.                                                                                   | 84  |        |
| 21 décembre  | Bolotbek Chamchiev          | Acteur réalisateur et scénariste soviétique puis kirghiz.                                                   | 78  | (ru)   |
| 21 décembre  | Martin Peters               | Footballeur puis entraîneur anglais.                                                                        | 76  | (en)   |
| 21 décembre  | Muhammad Shahrour           | Ingénieur, chercheur, intellectuel et islamologue syrien.                                                   | 81  | (en)   |
| 21 décembre  | Sam Strahan                 | Joueur de rugby à XV néo-zélandais.                                                                         | 74  | (en)   |
| 21 décembre  | Emanuel Ungaro              | Grand couturier français.                                                                                   | 86  |        |
| 22 décembre  | Richard Alpert              | Psychologue, professeur d'université et écrivain américain.                                                 | 88  | (en)   |
| 22 décembre  | Georget Bertoncello         | Footballeur belge.                                                                                          | 76  |        |
| 22 décembre  | Tony Britton                | Acteur britannique.                                                                                         | 95  | (en)   |
| 22 décembre  | Fritz Künzli                | Footballeur suisse.                                                                                         | 73  | (de)   |
| 22 décembre  | Ronald Melzack              | Psychologue et chercheur québécois.                                                                         | 90  | (en)   |
| 22 décembre  | Elizabeth Spencer           | Écrivaine américaine.                                                                                       | 98  | (en)   |
| 23 décembre  | Jean Blot                   | Écrivain français                                                                                           | 96  |        |
| 23 décembre  | Ahmed Gaïd Salah            | Militaire et homme politique algérien.                                                                      | 79  |        |
| 24 décembre  | Albert Braine Mayama        | Footballeur international Congolais                                                                         | 81  |        |
| 24 décembre  | Raymond Bellot              | Footballeur français                                                                                        | 89  |        |
| 24 décembre  | Giacomo Bazzan              | Cycliste sur piste italien.                                                                                 | 69  | (it)   |
| 24 décembre  | Fred Emmer                  | Présentateur de télévision néerlandais.                                                                     | 85  | (nl)   |
| 24 décembre  | Kelly Fraser                | Inuk canadienne, chanteuse et compositrice.                                                                 | 26  | (en)   |
| 24 décembre  | Walter Horak                | Footballeur autrichien.                                                                                     | 88  | (de)   |
| 24 décembre  | Sergueï Karimov             | Footballeur germano-russe.                                                                                  | 33  | (de)   |
| 24 décembre  | Dave Riley                  | Musicien américain.                                                                                         | 59  | (en)   |
| 24 décembre  | Allee Willis                | Compositrice et parolière américaine.                                                                       | 72  |        |
| 25 décembre  | Ari Behn                    | Écrivain norvégien.                                                                                         | 47  | (en)   |
| 25 décembre  | Táňa Fischerová             | Actrice, femme politique et activiste tchèque.                                                              | 72  | (cs)   |
| 25 décembre  | Makhmout Gareïev            | Général d'armée russe.                                                                                      | 96  | (ru)   |
| 25 décembre  | Lee Mendelson               | Producteur, réalisateur et scénariste de dessins animés américain.                                          | 86  | (en)   |
| 25 décembre  | Peter Schreier              | Ténor et chef d'orchestre est-allemand puis allemand.                                                       | 84  | (de)   |
| 26 décembre  | Philippe Blanchart          | Homme politique belge.                                                                                      | 56  |        |
| 26 décembre  | Nicolas Estgen              | Homme politique luxembourgeois.                                                                             | 89  | (de)   |
| 26 décembre  | Jerry Herman                | Auteur-compositeur et pianiste américain.                                                                   | 88  | (en)   |
| 26 décembre  | Robert Kohnen               | Claveciniste et organiste belge.                                                                            | 87  |        |
| 26 décembre  | Sleepy Labeef               | Musicien et chanteur américain.                                                                             | 84  | (en)   |
| 26 décembre  | Sue Lyon                    | Actrice américaine.                                                                                         | 73  | (en)   |
| 26 décembre  | Duncan MacKay               | Footballeur puis entraîneur écossais.                                                                       | 82  | (en)   |
| 26 décembre  | Claude Régy                 | Metteur en scène français.                                                                                  | 96  |        |
| 26 décembre  | Gary Starkweather           | Ingénieur et inventeur américain.                                                                           | 81  | (en)   |
| 26 décembre  | Galina Voltchek             | Actrice, comédienne, réalisatrice soviétique puis russe.                                                    | 86  |        |
| 26 décembre  | Jean-Louis Swiners          | Photographe français.                                                                                       | 84  |        |
| 27 décembre  | Bernard Lavigne             | Joueur de rugby à XV français.                                                                              | 65  |        |
| 27 décembre  | Jean Mardikian              | Homme politique français.                                                                                   | 84  |        |
| 27 décembre  | Maurice Prin                | Restaurateur et conservateur français.                                                                      | 91  |        |
| 27 décembre  | Jack Sheldon                | Trompettiste et chanteur de jazz américain.                                                                 | 88  | (en)   |
| 27 décembre  | Art Sullivan                | Chanteur belge.                                                                                             | 69  |        |
| 27 décembre  | José Varela                 | Acteur, réalisateur et écrivain français.                                                                   | 85  |        |
| 28 décembre  | Mirko Crepaldi              | Cycliste italien.                                                                                           | 47  | (it)   |
| 28 décembre  | Maria « Remilia » Creveling | Joueuse professionnelle de jeux vidéos américaine.                                                          | 24  | (en)   |
| 28 décembre  | Dieter Danzberg             | Footballeur allemand.                                                                                       | 79  | (de)   |
| 28 décembre  | Leonard J. Duhl             | Psychiatre et urbaniste américain.                                                                          | 93  | (en)   |
| 28 décembre  | Vilhjálmur Einarsson        | Athlète islandais, médaillé d'argent aux Jeux olympiques d'été de 1956.                                     | 85  | (is)   |
| 28 décembre  | Erzsébet Szőnyi             | Compositrice et pédagogue hongroise.                                                                        | 95  | (hu)   |
| 28 décembre  | Fabien Thiémé               | Homme politique français.                                                                                   | 67  |        |
| 29 décembre  | Carla Calò                  | Actrice italienne.                                                                                          | 93  | (it)   |
| 29 décembre  | Nicole Desailly             | Actrice française.                                                                                          | 99  |        |
| 29 décembre  | Alasdair Gray               | Romancier, poète, dramaturge et peintre écossais.                                                           | 85  | (en)   |
| 29 décembre  | Neil Innes                  | Écrivain, musicien et acteur britannique.                                                                   | 75  |        |
| 29 décembre  | Pierre Métais               | Homme politique français.                                                                                   | 89  |        |
| 29 décembre  | Vaughan Oliver              | Graphiste britannique.                                                                                      | 62  | (en)   |
| 29 décembre  | Norma Tanega                | Auteure-compositrice-interprète américaine.                                                                 | 80  | (en)   |
| 29 décembre  | Gennadiy Valyukevich        | Athlète de triple saut soviétique puis biélorusse.                                                          | 61  | (ru)   |
| 29 décembre  | Harry Villegas              | Guérillero communiste cubain.                                                                               | 79  | (es)   |
| 30 décembre  | Marion Chesney              | Romancière écossaise.                                                                                       | 83  | (en)   |
| 30 décembre  | Antônio Dumas               | Entraîneur brésilien de football.                                                                           | 64  |        |
| 30 décembre  | Pierre Galet                | Ampélographe français.                                                                                      | 98  |        |
| 30 décembre  | Laurier Gardner             | Homme politique canadien.                                                                                   | 75  |        |
| 30 décembre  | Prosper Grech               | Cardinal maltais.                                                                                           | 94  |        |
| 30 décembre  | Harry Kupfer                | Metteur en scène d'opéras allemand.                                                                         | 84  |        |
| 30 décembre  | Slaheddine Maaoui           | Homme politique tunisien.                                                                                   | 69  |        |
| 30 décembre  | Syd Mead                    | Designer industriel américain.                                                                              | 86  |        |
| 30 décembre  | Carl-Heinz Rühl             | Joueur, puis entraîneur et fonctionnaire allemand de football.                                              | 80  | (de)   |
| 30 décembre  | Elizabeth Sellars           | Actrice britannique.                                                                                        | 98  | (en)   |
| 30 décembre  | André Smets                 | Homme politique belge.                                                                                      | 76  |        |
| 30 décembre  | Georges Visconti            | Peintre et graveur suisse et français.                                                                      | 100 |        |
| 31 décembre  | Roger Botembe               | Artiste-peintre congolais.                                                                                  | 60  |        |
| 31 décembre  | Joseph Djimrangar Dadnadji  | Homme politique tchadien.                                                                                   | 65  |        |